# Estación Campo de Mayo
Campo de Mayo es una estación ferroviaria ubicada en la localidad del mismo nombre, partido de San Miguel, Provincia de Buenos Aires, Argentina. Fue inaugurada en 1945 con el nombre de 4 de junio.

## Servicios
La estación corresponde al Ferrocarril General Urquiza de la red ferroviaria argentina, en el ramal que conecta las terminales Federico Lacroze y General Lemos.
La estación tiene un solo acceso y cuenta con un ascensor para personas con discapacidad que funciona correctamente ya que se accede al andén por medio de escaleras.También hay una parada de taxis registrada legalmente que no funciona en horario nocturno.

## Ubicación
La estación se encuentra en la zona de la guarnición militar de Campo de Mayo sobre la Ruta Provincial 8 al 2100 entre las localidades de San Miguel y Bella Vista.